# Совпадение
Совпадение — примечательное совмещение событий или обстоятельств, которые не имеют никакой очевидной причинно-следственной связи друг с другом. Наблюдение замечательных совпадений может вести к заявлениям о сверхъестественном, оккультном или паранормальном, или же к вере в фатализм — учение о том, что события будут происходить в точном соответствии с предопределением.
С точки зрения статистики, совпадения неизбежны и часто менее замечательны, чем они могут показаться интуитивно. Примером может служить парадокс дней рождения, который показывает, что вероятность того, что двое в группе людей родились в один день, превышает 50 %, уже когда в ней только 23 человека.

## Совпадение как синхроничность
Швейцарский психиатр Карл Юнг разработал теорию, которая утверждает, что замечательные совпадения случаются из-за того, что он назвал «синхроничностью», которую он определил как «акаузальный объединяющий принцип».
Некоторые скептики (например, Жорж Шарпак и Анри Брош) синхроничность считают не более чем примером апофении. Они говорят, что понятия вероятности и статистических теорем (таких как закон Литлвуда) достаточно, чтобы объяснить замечательность совпадений.
Чарльз Форт собрал сотни рассказов об интересных совпадениях и аномальных явлениях.

## Совпадения и причинность
Измерения вероятности серии совпадений — самый распространённый способ отличить совпадение от причинно связанных событий.